# Begleri

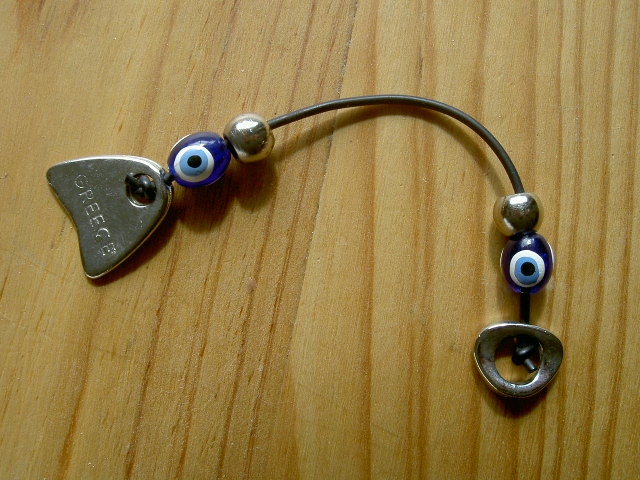
Un Begleri modern

El begleri (en grec: μπεγλέρι) és una variant del komboloi. La seva diferència és que les denes no ocupen tota la longitud de la corda, sinó que estan situades en els extrems i poden desplaçar-se pel cordó. En origen constava de 16 perles i no tenia pompó. L'etimologia prové de beglerízo (μπεγλερίζω) que significaria alguna cosa així com «agitar els daus». Des de la dècada dels 1990, el begleri té únicament dos comptes i el cordó no forma un collaret, sinó que està obert. Actualment acostuma a contenir diverses perles.
Gràcies al seu centre de masses variable, s'usa en diversos jocs de mans consistents en girar-ho entre els dits i és habitual veure els joves grecs fent trucs amb ells a les cafeteries mentre passen el temps.